# Strangalia instabilis
Strangalia instabilis es una especie de escarabajo longicornio del género Strangalia, categorizada en la tribu Lepturini, de la subfamilia Lepturinae. Fue descrita por Giesbert en 1985.

## Descripción
Mide 12-17 mm de longitud.

## Distribución
Se distribuye por Costa Rica, Honduras y Panamá.